# Larswm
larswm ist ein Fenstermanager mit Tiling. Er benutzt Ideen des älteren Fenstermanagers 9wm, unterstützt automatisches Tiling und virtuelle Desktops. Er benutzt auch andere Ideen der acme-Entwicklungsumgebung, zum Beispiel eine eingeschränkte Form des Plumbing. Objekte werden als Kacheln in nicht überlappenden Bereichen dargestellt, anstelle von Fenstern, die gestapelt werden können, woraus ein geringerer Speicherbedarf und geringere Ansprüche an die CPU resultieren können.